# Жене народни хероји Југославије
Жене народни хероји је назив за 91 припадницу Народноослободилачког покрета (НОП) које су у периоду од 1943. до 1974. одликоване Орденом народног хероја. Приликом одликовања, оне су добијале почасни назив народног хероја, због чега су често називане народним хероинама. Од 91 одликоване жене, њих 74 одликоване су постхумно, а њих 17 за живота. Укупно 73 одликоване жене страдале су током Народноослободилачког рата (НОР).
У редовима Народноослободилачке војске Југославије (НОВЈ), од 1941. до 1945, борило се преко 100.000 жена, од којих је око 25.000 погинуло. Од око 40.000 жена, колико је рањено током Народноослободилачког рата (НОР), преко 3.000 су остале тешки инвалиди. Више од 2.000 жена постале су официри НОВ и ПОЈ, а поред тога жене-борци су биле — делегати, политички комесари, командири и команданти, референти санитета, болничарке, борци, пушкомитраљесци, бомбаши, партијски и скојевски руководиоци и одборници Народноослободилачких одбора. Од око 1.700.000 жртава које је Југославија поднела током Другог светског рата око 620.000 су биле жене, а само у логорима убијено је више од 282.000 жена. Партизанску споменицу 1941. добиле су укупно 3.344 жене.

## Историја
Звање народног хероја установио је децембра 1941. Врховни штаб НОПО Југославије, а за првог народног хероја проглашен је марта 1942. Петар Лековић, борац Друге пролетерске бригаде. Након Лековића, звање народног хероја стекло је још 23 партизанских борца, пре него што је августа 1943. указом Врховног штаба о првим одликовањима у Народноослободилачком рату уведен Орден народног хероја. Истим указом одлучено је да се свим особама које су стекле назив народног хероја додели Орден народног хероја, а каснијим Статутом ордена одликована лица добијала су почасни назив народног хероја. Два месеца након установљена Ордена народног хероја, њиме је 15. октобра 1943. одликована прва жена — Марија Бурсаћ, борац Десете крајишке бригаде, која је умрла од последица рана задобијених приликом напада на непријатељско упориште у селу Пркоси, код Босанског Петровца. У Билтену Врховног штаба о њеном проглашењу за народног хероја пише:
По одлуци Врховног штаба Народноослободилачке војске и партизанских одреда Југославије, а на предлог V корпуса Народноослободилачке војске Југославије, додељује се назив народног хероја другарици Марији Бурсаћ, борцу-бомбашу III батаљона X крајишке бригаде. Другарица Марија била је примјер јунаштва у свим борбама и на крају дала свој живот за слободу свога народа јуришајући на ровове непријатеља код села Пркоса.
Десет дана након Марије Бурсаћ, 25. октобра 1943. одликована је група народни хероја из Војводине, међу којима се налазила Соња Маринковић, чланица Покрајинског комитета КПЈ за Војводину стрељана 31. јула 1941. на Багљашу, код Зрењанина, која је била друга жена народни херој. На Дан победе, 9. маја 1945, када је објављена капитулација Нацистичке Немачке, за народног хероја проглашена је Вукица Митровић, чланица Покрајинског комитета КПЈ за Србију, стрељана 17. децембра 1941. у Јајинцима, код Београда, као заточеница логора на Бањици. Она је била трећа и последња жена проглашена за народног хероја у току Народноослободилачког рата.
До краја 1945. за народне хероје проглашене су још четири жене — Радојка Лакић, сарајевска илегалка; Драгица Правица, чланица Обласног комитета КПЈ за Херцеговину; Мајда Шилц, борац Друге словеначке ударне бригаде и Ђука Динић, чланица Месног комитета КПЈ за Београд. Године 1949. за народне хероје проглашене су још три жене — Љубица Поповић, чланица Покрајинског комитета СКОЈ-а за Црну Гору и Боку; Анка Буторац, револуционарка и загребачка илегалка и Милица Павловић Дара, секретарка Окружног комитета КПЈ за Ваљево — чиме се број жена народних хероја повећао на укупно десет.
Током масовног проглашења народних хероја, у периоду од 1951. до 1953. одликовано је укупно 78 жена (1951: 19, 1952: 7 и 1953: 52), чиме се укупан број жена народних хероја повећао на 88. Након масовног одликовања, одликоване су још свега три жене — Ката Пејновић, прва председница Антифашистичког фронта жена (1968); Олга Бан, активисткиња НОП из Пазина (1973) и Милка Боснић, чланица СКОЈ из Дрвара (1974). Последња одликована жена, Милка Боснић, била је уједно последњи одликовани народни херој из Народноослободилачког рата, као и најмлађи народни херој Југославије.
Од 16 жена колико их је одликовано за живота, прва је 5. јула 1952. одликована Спасенија Цана Бабовић, потпредседница Антифашистичког фронта жена, а након ње — 10. јула 1952. Вукосава Мићуновић, борац Четврте црногорске ударне бригаде и 13. септембра 1952. Албина Мали-Хочевар, борац Прве словеначке ударне бригаде. Осталих 13 жена, одликованих за живота, одликоване су током 1953, а Ордене народног хероја уручио им је председник ФНРЈ Јосип Броз Тито априла 1955. године. Последња је умрла Андреана Дружина Олга из Словеније, која је била најдуговечнија жена народни херој и једна од укупно четворо народних херој који су напунили 100 година.

## Списак
| рб | име и презиме                      | датум и место рођења                           | датум и место смрти                                | године | занимање               | функција и начин смрти                                                                                                  | датум проглашења    | реф                  |
| -- | ---------------------------------- | ---------------------------------------------- | -------------------------------------------------- | ------ | ---------------------- | --- | ------------------- | -------------------- |
| 1  | Јелисавета Андрејевић Анета        | 8. јануар 1923. Београд                        | 9. јануар 1943. Ниш                                | 20     | ученица                | борац Топличког одреда и курир ОК КПЈ за Ниш; стрељали је Немаци на Бубњу, као заточеницу логора Црвени крст            | 9. октобар 1953.    | [ 6 ] [ 7 ]          |
| 2  | Вера Ацева                         | 24. септембар 1919. Ореовец, Прилеп            | 10. новембар 2006. Скопље                          | 87     | радница                | умрла након рата | 27. новембар 1953.  | [ 6 ] [ 8 ]          |
| 3  | Спасенија Цана Бабовић             | 25. март 1907. Лазаревац                       | 17. децембар 1977. Београд                         | 70     | текстилна радница      | умрла након рата | 5. јул 1952.        | [ 6 ] [ 9 ]          |
| 4  | Рајка Баковић                      | 23. септембар 1920. Оруро (Боливија)           | 29. децембар 1941. Загреб                          | 21     | студент филозофије     | загребачка илегалка; умрла у болници од последица мучења у усташкој надзорној служби                                    | 24. јул 1953.       | [ 10 ] [ 11 ]        |
| 5  | Олга Бан                           | 29. јун 1926. Заречје, Пазин                   | 8. октобар 1943. Пазин                             | 17     | кројачка помоћница     | активисткиња НОП, стрељали је Немци заједно са оцем Матом                                                               | 26. септембар 1973. | [ 12 ]               |
| 6  | Малчи Белич                        | 7. јун 1908. Љубљана                           | 31. јануар 1943. Љубљана                           | 34     | благајница             | активисткиња Ослободилачког фронта; убили је Италијани у љубљанском затвору                                             | 27. новембар 1953.  | [ 10 ] [ 13 ]        |
| 7  | Анка Берус                         | 16. децембар 1903. Сплит                       | 2. јун 1991. Загреб                                | 87     | гимназијски професор   | умрла након рата | 24. јул 1953.       | [ 10 ] [ 14 ]        |
| 8  | Вера Благојевић                    | 16. мај 1920. Београд                          | 18. март 1942. Кленак, Рума                        | 21     | студент медицине       | чланица ОК КПЈ за Шабац; стрељали је Немци на Шицари, као заточеницу логора у Шапцу                                     | 6. јул 1953.        | [ 15 ] [ 16 ]        |
| 9  | Перса Босанац                      | 12. јул 1922. Ћералије, Подравска Слатина      | 13. јун 1943. Сирач, Бјеловар                      | 20     | домаћица               | десетар у 17. славонској бригади; погинула у нападу на Сирач                                                            | 23. јул 1952.       | [ 15 ] [ 17 ]        |
| 10 | Милка Боснић                       | 1928. Врточе, Дрвар                            | 25. мај 1944. Дрвар                                | 16     | ученица                | чланица СКОЈ-а; убили је Немци приликом десанта на Дрвар                                                                | 17. мај 1974.       | [ 17 ]               |
| 11 | Марија Бурсаћ                      | 2. август 1920. Каменица, Дрвар                | 23. септембар 1943. Видово Село, Дрвар             | 23     | домаћица               | борац 10. крајишке бригаде; умрла од последица рана задобијених приликом напада на Пркосе                               | 15. октобар 1943.   | [ 18 ] [ 19 ]        |
| 11 | Анка Буторац                       | 27. август 1903. Доње Пазариште, Госпић        | 22. јануар 1942. Костајница                        | 38     | текстилна радница      | чланица КПЈ; умрла у болници од последица мучења у усташкој надзорној служби                                            | 14. децембар 1949.  | [ 18 ] [ 20 ]        |
| 13 | Марија Видовић Абесинка            | 6. фебруар 1924. Новска                        | 29. април 1942. Јалковец, Вараждин                 | 18     | трговачка помоћница    | борац Прве калничке чете; убила се да не би пала у руке усташама                                                        | 27. новембар 1953.  | [ 21 ] [ 22 ]        |
| 14 | Рада Врањешевић                    | 25. мај 1918. Рекавице, Бања Лука              | 25. мај 1944. Дрвар                                | 26     | чиновница              | председница ОО АФЖ за Бос. крајину и чланица Централног одбора АФЖ; убијена од Немаца приликом десанта на Дрвар         | 5. јул 1951.        | [ 23 ] [ 24 ]        |
| 15 | Ђина Врбица                        | 6. мај 1913. Подгорица                         | 29. мај 1943. Блатница, Теслић                     | 30     | апсолвент економије    | чланица Политодела 2. крајишке бригаде и чланица Централног одбора АФЖ; погинула у борби са Немцима                     | 24. јул 1953.       | [ 23 ] [ 25 ]        |
| 16 | Мајда Врховник                     | 14. април 1922. Љубљана                        | 4. мај 1945. Клагенфурт                            | 23     | студент медицине       | чланица СК КПС за Целовец; убио је Гестапо, као ухапшеницу клагенфуртског затвора                                       | 20. децембар 1951.  | [ 23 ] [ 26 ]        |
| 17 | Милица Вучетић                     | 21. јануар 1920. Јежевица, Чачак               | 31. јануар 1944. Прислоница, Чачак                 | 24     | учитељица              | партијска активисткиња; убила се да не би пала у руке четницима Д. Михаиловића                                          | 20. децембар 1951.  | [ 23 ] [ 27 ]        |
| 18 | Милица Вучинић                     | 10. мај 1921. Церово, Никшић                   | 20. март 1943. Шипачно, Невесиње                   | 21     | домаћица               | борац 5. црногорске бригаде; погинула у борби против четника                                                            | 20. децембар 1951.  | [ 23 ] [ 28 ]        |
| 19 | Љубица Геровац                     | 20. септембар 1919. Језеране, Оточац           | 16. април 1942. Језеране, Оточац                   | 22     | студент агрономије     | водник батаљона Марко Орешковић; погинула у борби против усташа                                                         | 27. новембар 1953.  | [ 29 ] [ 30 ]        |
| 20 | Божидарка Дамњановић-Марковић Кика | 25. септембар 1920. Младеновац                 | 17. јануар 1996. Младеновац                        | 76     | учитељица              | умрла након рата | 9. октобар 1953.    | [ 31 ] [ 32 ]        |
| 21 | Нада Димић                         | 6. септембар 1923. Дивосело, Госпић            | 23. март 1942. Стара Градишка                      | 18     | радница                | чланица ОК КПХ за Карловац; умрла у логору Стара Градишка, од последица болести и мучења                                | 7. јул 1951.        | [ 33 ] [ 34 ]        |
| 22 | Ђурђелина Ђука Динић               | 9. новембар 1914. Доње Коњувце, Лесковац       | 25. мај 1943. Јајинци, Београд                     | 28     | текстилна радница      | чланица МК КПЈ за Београд; стрељали је Немци, као заточеницу логора Бањица                                              | 6. јул 1945.        | [ 33 ] [ 35 ]        |
| 23 | Резека Драгар                      | 16. новембар 1913. Љубљана                     | 17. октобар 1941. Ланцово, Радовљица               | 27     | текстилна радница      | борац Рашичке чете; стрељали је Немци као заробљеника                                                                   | 15. јул 1952.       | [ 36 ] [ 37 ]        |
| 24 | Дара Драгишић                      | 10. децембар 1921. Сарајево                    | 22. септембар 1944. Каљај Дода, Љума (Албанија)    | 22     | ученица                | борац 1. косметске бригаде; погинула у борби против балиста                                                             | 9. октобар 1953.    | [ 36 ] [ 38 ]        |
| 25 | Андреана Дружина Олга              | 26. јануар 1920. Трст (Италија)                | 7. март 2021. Логатец, Љубљана                     | 101    | кројачица              | умрла након рата | 21. јул 1953.       | [ 36 ] [ 39 ]        |
| 26 | Ката Думбовић-Ковачић              | 1903. Луковац, Сисак                           | 14. јул 1941. Загреб                               | 38     | радница                | партијска активисткиња; погинула приликом организације бега из логора Керестинец                                        | 20. децембар 1951   | [ 36 ] [ 40 ]        |
| 27 | Овадија Естреја Мара               | 25. децембар 1922. Битољ                       | 26. август 1944. Кајмакчалан                       | 21     | радница                | политички комесар у 7. македонској бригади; погинула у борби против бугарских граничара                                 | 11. октобар 1953.   | [ 41 ] [ 42 ]        |
| 28 | Савка Јаворина Вујовић             | 4. август 1918. Студенци, Госпић               | 19. јануар 2002. Београд                           | 83     | медицинска сестра      | умрла након рата | 9. октобар 1953.    | [ 43 ] [ 44 ]        |
| 29 | Вида Јанежић Вилма Лучка           | 6. јун 1914. Подбрдо, Толмин                   | 6. октобар 1944. Љубљана                           | 30     | дипломирани филозоф    | чланица ОК КПС и ОО ОФ за Љубљану; убијена у љубљанском затвору                                                         | 21. јул 1953.       | [ 43 ] [ 45 ]        |
| 30 | Равијојла Јанковић Рава            | 28. јун 1919. Осјек, Сарајево                  | 3. новембар 1944. Бијела Вода, Соколац             | 25     | домаћица               | чланица Штаба 17. дивизије НОВЈ; погинула у борби против усташа                                                         | 20. децембар 1951.  | [ 43 ] [ 46 ]        |
| 31 | Лизика Јанчар Мајда                | 27. октобар 1919. Марибор                      | 20. март 1943. Бело, Медводе                       | 23     | студент медицине       | борац Доломитског одреда; заробили је и убили белогардисти                                                              | 27. новембар 1953.  | [ 43 ] [ 47 ]        |
| 32 | Олга Јовичић Рита                  | 3. фебруар 1921. Ужичка Пожега                 | 11. јул 1942. Дуге, Прозор                         | 21     | студент технике        | политички комесар у 1. пролетерској бригади; умрла под последица рањавања у борби против усташа                         | 20. децембар 1951.  | [ 48 ] [ 49 ]        |
| 33 | Вера Јоцић                         | 21. август 1923. Београд                       | 22. мај 1944. Саса, Македонска Каменица            | 20     | ученица                | заменик политичког комесара у 3. македонској бригади; умрла од последица рањавања у борби против Бугара                 | 20. децембар 1951.  | [ 43 ] [ 50 ]        |
| 34 | Елпида Караманди                   | 1. јануар 1920. Лерин (Грчка)                  | 3. мај 1942. Лавци, Битољ                          | 22     | студент                | борац Битољског одреда; рањена и заробљена, а потом убијена од Бугара                                                   | 10. октобар 1951.   | [ 51 ] [ 52 ]        |
| 35 | Милка Керин Похорска               | 1. јануар 1923. Велики Подлуг, Кршко           | 31. јул 1944. Љубно                                | 21     | домаћица               | политички комесар у 11. словеначкој бригади; погинула у борбама против Немаца                                           | 21. јул 1953.       | [ 51 ] [ 53 ]        |
| 36 | Слава Клавора                      | 11. мај 1921. Марибор                          | 24. август 1941. Марибор                           | 20     | студент економије      | партијска активисткиња; стрељали је Немци, као затвореницу мариборског затвора                                          | 27. новембар 1953.  | [ 51 ] [ 54 ]        |
| 37 | Миланка Кљајић                     | 1924. Старо Село, Петриња                      | 22. јануар 1943. Јошавица, Глина                   | 18     | домаћица               | борац 7. банијске бригаде; погинула у борци против Немаца                                                               | 27. новембар 1953.  | [ 51 ] [ 55 ]        |
| 38 | Драгица Кончар                     | 1. јануар 1915. Јошан, Удбина                  | 21. август 1942. Загреб                            | 27     | службеница             | партијска активисткиња; убиле је усташе у загребачком затвору                                                           | 23. јул 1952.       | [ 56 ] [ 57 ]        |
| 39 | Фана Кочовска Цветковић            | 27. јул 1927. Лавци, Битољ                     | 17. април 2004. Скопље                             | 76     | домаћица               | умрла након рата | 9. октобар 1953.    | [ 56 ] [ 58 ]        |
| 40 | Данила Кумар                       | 13. октобар 1921. Хум, Горица                  | 18. март 1944. Шкофја Лока                         | 22     | трговачка помоћница    | чланица ПО АФЖ за Словенију; убили је Немци из заседе                                                                   | 20. децембар 1951.  | [ 59 ] [ 60 ]        |
| 41 | Милка Куфрин                       | 15. октобар 1921 Пургарија, Јастребарско       | 28. јануар 2000 Загреб                             | 78     | студент агрономије     | умрла након рата | 23. јул 1953.       | [ 59 ] [ 61 ]        |
| 42 | Антонија Куцлар                    | 2. јануар 1896. Лесно Брдо, Љубљана            | 3. септембар 1942. Љубљана                         | 46     | земљорадница           | активисткиња ОФ; стрељали је Италијани у Грамозној јами                                                                 | 21. јул 1953.       | [ 59 ] [ 62 ]        |
| 43 | Радојка Лакић                      | 12. октобар 1917. Скендер Вакуф                | 28. септембар 1941. Сарајево                       | 23     | студент филозофије     | партијска активисткиња; стрељале је усташе на Врацама                                                                   | 8. јун 1945.        | [ 63 ] [ 64 ]        |
| 44 | Вахида Маглајлић                   | 17. април 1907. Бања Лука                      | 1. април 1943. Мала Крупска Рујишка, Босански Нови | 35     | домаћица               | чланица Централног одбора АФЖ; погинула приликом напада Немаца на 12. крајишку бригаду                                  | 20. децембар 1951.  | [ 65 ] [ 66 ]        |
| 45 | Загорка Зага Маливук               | 27. фебруар 1919. Вршац                        | 7. јул 1942. Јајинци, Београд                      | 23     | радница                | специјална курирка ПК КПЈ за Србију; стрељали је Немци, као заточеницу бањичког логора                                  | 27. новембар 1953.  | [ 65 ] [ 67 ]        |
| 46 | Албина Мали-Хочевар                | 12. септембар 1925. Виница, Чрномељ            | 24. јануар 2001. Марибор                           | 75     | ученица                | умрла након рата | 13. септембар 1952. | [ 65 ] [ 68 ]        |
| 47 | Соња Маринковић                    | 3. април 1916. Стријежевица, Славонска Пожеге  | 31. јул 1941. Багљаш, Велики Бечкерек              | 35     | инжењер агрономије     | чланица ПК КПЈ за Војводину; стрељали је Немци на Багљашу                                                               | 25. октобар 1943.   | [ 65 ] [ 69 ]        |
| 48 | Даница Матерић                     | 1921. Трнинић Бријег, Дрвар                    | 15. април 1943. Врпоље, Книн                       | 21     | домаћица               | помоћник политичког комесара у 10. крајишкој бригади; заробљена и потом убијена од четника М. Ђујића                    | 27. новембар 1953.  | [ 31 ] [ 70 ]        |
| 49 | Анка Матић Грозда                  | 9. август 1918. Ириг                           | 15. октобар 1944. Ваљево                           | 26     | домаћица               | политички комесар у 2. војвођанској бригади; умрла од последица рањавања приликом напада на Обреновац                   | 26. септембар 1953. | [ 71 ] [ 31 ] [ 72 ] |
| 50 | Нада Матић                         | 14. јануар 1924. Бајина Башта                  | 22. мај 1944. Поља, Мојковац                       | 20     | ученица                | заменик политичког комесара у 2. пролетерској бригади; умрла од последица рањавања у борби против Бугара на Радочелу    | 6. јул 1953.        | [ 31 ] [ 72 ]        |
| 51 | Јелица Машковић Јеја               | 1. децембар 1924. Плана, Колашин               | 13. август 1942. Купрес                            | 17     | ученица                | десетар у 4. црногорској бригади; погинула у борби против усташа                                                        | 20. децембар 1951.  | [ 31 ] [ 73 ]        |
| 52 | Павла Меде Катарина                | 29. јун 1919. Страхињ, Накло                   | 8. јануар 1943. Лукања, Словенска Бистрица         | 23     | текстилна радница      | Командир женског вода у Похорском батаљону; погинула у борби против Немаца                                              | 20. децембар 1951.  | [ 74 ] [ 75 ]        |
| 53 | Даница Милосављевић                | 15. август 1925. Биоска, Ужице                 | 26. фебруар 2018. Београд                          | 92     | ученица                | умрла након рата | 6. јул 1953.        | [ 74 ] [ 76 ]        |
| 54 | Рада Миљковић                      | 4. фебруар 1917. Белица, Јагодина              | 19. јул 1942. Урија, Доњи Вакуф                    | 25     |                        | борац 2. пролетерске бригаде; погинула у борби против усташа                                                            | 6. јул 1953.        | [ 77 ] [ 78 ]        |
| 55 | Вукица Митровић                    | 28. децембар 1912. Свети Стефан, Будва         | 17. децембар 1941. Јајинци,Београд                 | 28     | текстилна радница      | чланица ПК КПЈ за Србију; стрељали је Немци, као заточеницу логора Бањица                                               | 9. мај 1945.        | [ 77 ] [ 79 ]        |
| 56 | Вукосава Мићуновић                 | 15. март 1921. Велестово, Цетиње               | 24. фебруар 2016. Подгорица                        | 94     | домаћица               | умрла након рата | 10. јул 1952.       | [ 74 ] [ 80 ]        |
| 57 | Вера Мишчевић                      | 7. април 1925. Белегиш, Стара Пазова           | 10. октобар 1944. Звечка, Обреновац                | 19     | домаћица               | референт санитета у 3. војвођанској бригади; погинула у борби против Немаца                                             | 27. новембар 1953.  | [ 77 ] [ 81 ]        |
| 58 | Нада Наумовић                      | 22. април 1922. Крагујевац                     | 21. октобар 1941. Шумарице, Крагујевац             | 19     | студент медицине       | чланица Рејонског комитета СКОЈ; стрељали је Немци током масовног стрељања у Крагујевцу                                 | 20. децембар 1951.  | [ 82 ] [ 83 ]        |
| 59 | Мара Нацева                        | 28. септембар 1920. Куманово                   | 1. јул 2013. Куманово                              | 92     | текстилна радница      | умрла након рата | 27. новембар 1953.  | [ 82 ] [ 84 ]        |
| 60 | Љубица Одаџић                      | 12. октобар 1913. Кумане, Велики Бечкерек      | 10. март 1942. Панчево                             | 28     | текстилна радница      | чланица ОК КПЈ за северни Банат; стрељали је Немци, као заточеницу затвора у Бечкереку                                  | 26. септембар 1953. | [ 71 ] [ 85 ] [ 86 ] |
| 61 | Добрила Ојданић                    | 15. децембар 1919. Лубнице, Беране             | 1995. Подгорица                                    | 74     | земљорадница           | умрла након рата | 10. јул 1953.       | [ 85 ] [ 87 ]        |
| 62 | Дринка Павловић                    | 7. новембар 1919. Белановица, Љиг              | 14. мај 1943. Јајинци, Београд                     | 24     | учитељица              | руководилац партијске технике у Нишу; стрељали је Немци, као заточеницу логора Бањица                                   | 6. јул 1953.        | [ 88 ] [ 89 ]        |
| 63 | Милица Павловић Дара               | 8. март 1915. Чачак                            | 8. јун 1944. Лелић, Ваљево                         | 29     | средњошколски професор | секретар ОК КПЈ за Ваљево; заробили је и заклали четници Д. Михаиловића                                                 | 14. децембар 1949.  | [ 88 ] [ 90 ]        |
| 64 | Анка Пађен                         | 9. јануар 1924. Црно, Цриквеница               | 10. март 1945. Лешће, Карловац                     | 21     | радница                | борац 43. истарске дивизије; погинула у борби против усташа током Карловачке операције                                  | 20. децембар 1951.  | [ 85 ] [ 91 ]        |
| 65 | Ибе Паликућа                       | 1927. Дебар                                    | 22. септембар 1944. Шутрово, Кичево                | 17     | домаћица               | заменик политичког комесара у 6. бригади НОВ Албаније; погинула у борбама против балиста                                | 8. октобар 1953.    | [ 88 ] [ 92 ]        |
| 66 | Катарина Патрногић                 | 30. октобар 1921. Призрен                      | 1. децембар 1971. Београд                          | 50     | студент права          | умрла након рата | 27. новембар 1953.  | [ 88 ] [ 93 ]        |
| 67 | Ката Пејновић                      | 23. март 1899. Смиљан, Госпић                  | 10. новембар 1966. Загреб                          | 67     | земљорадница           | умрла након рата | 3. јун 1968.        | [ 88 ] [ 94 ]        |
| 68 | Олга Петров                        | 1. децембар 1921. Баранда, Панчево             | 9. мај 1942. Јајинци, Београд                      | 21     | учитељица              | партијска активисткиња; стрељали је Немци, као заточеницу логора Бањица                                                 | 27. новембар 1953.  | [ 95 ] [ 96 ]        |
| 69 | Смиља Покрајац                     | 8. фебруар 1920. Медак, Госпић                 | 18. март 1943. Брувно, Грачац                      | 23     | учитељица              | чланица ОО АФЖ за Лику; убила се да не би пала у руке четницима М. Ђујића                                               | 20. децембар 1951.  | [ 95 ] [ 97 ]        |
| 70 | Љубица Поповић                     | 9. јануар 1921. Медун, Подгорица               | 9. децембар 1942. Орахово, Подгорица               | 21     | радница                | партијска активисткиња; убила се да не би пала у руке четницима Д. Михаиловића                                          | 12. јул 1949.       | [ 98 ] [ 99 ]        |
| 71 | Драгица Правица                    | 28. октобар 1919. Бијелач, Требиње             | 27. јун 1942. Угарци, Требиње                      | 22     | студент филозофије     | секретар ОК КПЈ за Херцеговину; стрељали је четници Д. Михаиловића                                                      | 8. јун 1945.        | [ 98 ] [ 100 ]       |
| 72 | Нада Пурић                         | 9. март 1903. Ваљево                           | 27. новембар 1941. Београд                         | 38     | службеница             | партијска активисткиња; умрла од последица тортуре у Специјалној полицији                                               | 6. јул 1953.        | [ 98 ] [ 101 ]       |
| 73 | Јованка Радивојевић                | 19. септембар 1922. Призрен                    | јул 1943. Косовска Митровица                       | 20     | ученица                | секретар СК СКОЈ за Косовску Митровицу; стрељали је Немци као затвореницу митровачког затвора                           | 6. јул 1953.        | [ 102 ] [ 103 ]      |
| 74 | Лепа Радић                         | 19. децембар 1925. Гашница, Босанска Градишка  | 11. фебруар 1943. Босанска Крупа                   | 17     | домаћица               | чланица ОК КПЈ за Средњи Дубовик; заробили је и обесили Немци                                                           | 20. децембар 1951.  | [ 102 ] [ 104 ]      |
| 75 | Даринка Радовић                    | 6. јануар 1896. Клока, Наталинци               | 23. мај 1943. Рајковац, Топола                     | 47     | земљорадница           | активисткиња НОП; заклали је четници Д. Михаиловића заједно са ћеркама Радмилом и Станком                               | 9. октобар 1953.    | [ 102 ] [ 105 ]      |
| 76 | Вера Радосављевић Нада             | 22. септембар 1922. Брусник, Зајечар           | 8. септембар 1943. Зајечар                         | 20     | ученица                | чланица СК КПЈ за Неготин; стрељали је Немци, као заточеницу зајечарског затвора                                        | 5. јул 1951.        | [ 102 ] [ 106 ]      |
| 77 | Анђа Ранковић                      | 26. април 1909. Избиште, Вршац                 | 11. јун 1942. Нови Дулићи, Гацко                   | 33     | текстилна радница      | заменик политичког комесара у 2. пролетерској бригади; погинула у борби против четника Д. Михаиловића                   | 6. јул 1953.        | [ 102 ] [ 107 ]      |
| 78 | Зорка Реганцин                     | 21. децембар 1921. Поље, Љубљана               | јануар 1944. Љубљана                               | 22     | радница                | партијска курирка; убили је Немци у љубљанском затвору                                                                  | 27. новембар 1953.  | [ 108 ] [ 109 ]      |
| 79 | Софија Ристић                      | 15. новембар 1902. Маслошево, Крагујевац       | 18. март 1944. Манојловци, Топола                  | 41     | земљорадница           | активисткиња НОП; заклали је четници Д. Михаиловића                                                                     | 9. октобар 1953.    | [ 108 ] [ 110 ]      |
| 80 | Мира Светина                       | 15. мај 1915. Идрија                           | 6. јул 2007. Љубљана                               | 92     | учитељица              | умрла након рата | 27. новембар 1953.  | [ 111 ] [ 112 ]      |
| 81 | Силвира Томазини                   | 2. децембар 1913. Трст (Италија)               | 13. август 1942. Косовска Митровица                | 28     | гимназијски професор   | председница одбора АФЖ у Косовској Митровици; стрељали је Немци, као заточеницу митровачког затвора                     | 27. новембар 1953.  | [ 113 ] [ 114 ]      |
| 82 | Вида Томшич                        | 26. јун 1913. Љубљана                          | 10. децембар 1998. Љубљана                         | 85     | правница               | умрла након рата | 27. новембар 1953.  | [ 113 ] [ 115 ]      |
| 83 | Радмила Трифуновић Хитра           | 15. септембар 1919. Александровац, Пожаревац   | 5. мај 1943. Орешковица, Петровац на Млави         | 23     | студент медицине       | чланица СК КПЈ за моравски срез; убила се да не би пала у руке недићевцима                                              | 27. новембар 1953.  | [ 21 ] [ 116 ]       |
| 84 | Иванка Трохар                      | 17. јануар 1923. Фужине, Делнице               | 31. октобар 1944. Драганић, Карловац               | 21     | домаћица               | чланица ОК СКОЈ за Горски котар; обесиле је усташе, као заточеницу карловачког затвора                                  | 24. јул 1953.       | [ 21 ] [ 117 ]       |
| 85 | Јелена Ћетковић                    | 21. август 1916. Цетиње                        | 14. мај 1943. Јајинци, Београд                     | 26     | кројачица              | секретар МК КПЈ за Београд; стрељали је Немци, као заточеницу логора Бањица                                             | 5. јул 1952.        | [ 33 ] [ 118 ]       |
| 86 | Тончка Чеч Олга                    | 10. мај 1896. Клек, Трбовље                    | 3. новембар 1943. Аушвиц (Пољска)                  | 45     | службеница             | секретара ОК КПС за Цеље; умрла у логору Аушвиц                                                                         | 21. јул 1953.       | [ 18 ] [ 119 ]       |
| 87 | Лидија Шентјурц                    | 18. март 1911. Храстник                        | 25. децембар 2000. Љубљана                         | 89     | професор               | умрла након рата | 27. новембар 1953.  | [ 120 ] [ 121 ]      |
| 88 | Мајда Шилц                         | 17. март 1923. Кржети, Содражица               | 14. јул 1944. Ново Место                           | 21     | трговачка помоћница    | секретар СКОЈ у 10. словеначкој бригади; погинула у борби против немачко-домобранских снага                             | 19. јун 1945.       | [ 122 ] [ 123 ]      |
| 89 | Радмила Шишковић                   | 6. септембар 1923. Велико Орашје, Велика Плана | 3. мај 1943. Фоча                                  | 19     | ученица                | политички комесар у 2. пролетерској бригади; умрла од последица рањавања у борби против четника Д. Михаиловића на Дрини | 20. децембар 1951.  | [ 122 ] [ 124 ]      |
| 90 | Михаела Шкапин                     | 29. септембар 1922. Велико Поље, Сежана        | 15. новембар 1943. Жировски врх, Шкофја Лока       | 21     | радница                | заменица политичког комесара у 16. словеначкој бригади; погинула у борби против Немаца                                  | 4. септембар 1953.  | [ 122 ] [ 125 ]      |
| 91 | Милка Шобар Наташа                 | 29. децембар 1922. Горње Лазе, Чрномељ         | 17. август 1943. Свети Крижа, Литија               | 20     | ученица                | политички комесар у 5. словеначкој бригади; погинула у борби против немачко-домобранских снага                          | 20. децембар 1951.  | [ 120 ] [ 126 ]      |

- Посебном бојом означене су жене народни хероји одликоване за живота

## Статистика
Од укупно 91 жене проглашене за народног хероја, њих 74 су одликоване постхумно, а 17 за живота. Њих 73 погинуле су за време Народноослободилачког рата, а највећи број жена током 1943. године. Прва жена народни херој страдала у рата била је Ката Думбовић, партијска активисткиња из Загреба, која је погинула 14. јула 1941. приликом организације неуспелог бега заточеника из логора Керестинец, док је последња у рату страдала Мајда Врховник, чланица Среског комитета КП Словеније за Целовец, коју је 4. маја 1945. стрељао Гестапо у Клагенфурту. Најмлађа жена народни херој је шеснаестогодишња Милка Боснић из Дрвара, погинула маја 1944. током немачког десанта, док је најстарија четрдесетседмогодишња Даринка Радовић, из Рајковца, код Тополе, коју су маја 1943. заједно са ћеркама заклали четници.
Просечан животни век жена народних хероја погинулих у рату је 24,7 година, а њих 19 страдале су пре навршене 21 године. Укупно 60 жена хероја (82 %) погинуло је пре 30 године, док су њих 13 (18 %) погинуле са више од 30 година. Просечни животни век жена народних хероја умрлих након рата је 81,5 година, а њих 9 је доживело дубоку старост (преко 85 година). Једина жена народни херој која је напунила 100 године је Андреана Дружина Олга.
Број жена одликованих Орденом народног хероја представља свега 6,8 % од укупног броја одликованих припадника НОВ и ПОЈ (1.323). У поређењу са бројем проглашених хероја у другим земљама, пре свега источне Европе, проценат одликованих жена у Југославији је веома висок. Примера ради за Хероје Совјетског Савеза проглашено је 12.777 особа, од чега су свега њих 95 жене (0,7 %). Од 95 жена Хероја Совјетског Савеза њих 90 одликовано је за заслуге у Великом отаџбинском рату.
| Статистички преглед о женама народним херојима           | Статистички преглед о женама народним херојима         | Статистички преглед о женама народним херојима         | Статистички преглед о женама народним херојима         | Статистички преглед о женама народним херојима         | Статистички преглед о женама народним херојима         | Статистички преглед о женама народним херојима         | Статистички преглед о женама народним херојима         | Статистички преглед о женама народним херојима         | Статистички преглед о женама народним херојима         | Статистички преглед о женама народним херојима         |
| Жене народни хероји према републици и покрајини рођења   | Жене народни хероји према републици и покрајини рођења | Жене народни хероји према републици и покрајини рођења | Жене народни хероји према републици и покрајини рођења | Жене народни хероји према републици и покрајини рођења | Жене народни хероји према републици и покрајини рођења | Жене народни хероји према републици и покрајини рођења | Жене народни хероји према републици и покрајини рођења | Жене народни хероји према републици и покрајини рођења | Жене народни хероји према републици и покрајини рођења | Жене народни хероји према републици и покрајини рођења |
| Босна и Херцеговина                                      | Македонија                                             | Хрватска                                               | Црна Гора                                              | Словенија                                              | Србија                                                 | ужа Србија                                             | Војводина                                              | Косово                                                 | ван Југославије                                        | Укупно                                                 |
| -------------------------------------------------------- | ------------------------------------------------------ | ------------------------------------------------------ | ------------------------------------------------------ | ------------------------------------------------------ | ------------------------------------------------------ | ------------------------------------------------------ | ------------------------------------------------------ | ------------------------------------------------------ | ------------------------------------------------------ | ------------------------------------------------------ |
| 10                                                       | 6                                                      | 17                                                     | 8                                                      | 19                                                     | 27                                                     | 19                                                     | 6                                                      | 2                                                      | 4                                                      | 91                                                     |
| Жене народни хероји страдале у НОБ према години страдања |                                                        |                                                        |                                                        |                                                        |                                                        |                                                        |                                                        |                                                        |                                                        |                                                        |
| 1941.                                                    | 1941.                                                  | 1942.                                                  | 1942.                                                  | 1943.                                                  | 1943.                                                  | 1944.                                                  | 1944.                                                  | 1945.                                                  | 1945.                                                  | Укупно                                                 |
| 9                                                        | 9                                                      | 18                                                     | 18                                                     | 25                                                     | 25                                                     | 19                                                     | 19                                                     | 2                                                      | 2                                                      | 73                                                     |
| Жене народни хероји према години одликовања              |                                                        |                                                        |                                                        |                                                        |                                                        |                                                        |                                                        |                                                        |                                                        |                                                        |
| 1943.                                                    | 1945.                                                  | 1949.                                                  | 1951.                                                  | 1952.                                                  | 1953.                                                  | 1968.                                                  | 1973.                                                  | 1974.                                                  | Укупно                                                 | Укупно                                                 |
| 2                                                        | 5                                                      | 3                                                      | 20                                                     | 7                                                      | 51                                                     | 1                                                      | 1                                                      | 1                                                      | 91                                                     | 91                                                     |
| Жене народни хероји страдале у рату по години живота     |                                                        |                                                        |                                                        |                                                        |                                                        |                                                        |                                                        |                                                        |                                                        |                                                        |
| до 20                                                    | до 20                                                  | 21—25                                                  | 21—25                                                  | 26—30                                                  | 26—30                                                  | 31—40                                                  | 31—40                                                  | преко 41                                               | преко 41                                               | Укупно                                                 |
| 19                                                       | 19                                                     | 31                                                     | 31                                                     | 12                                                     | 12                                                     | 7                                                      | 7                                                      | 4                                                      | 4                                                      | 73                                                     |
| Жене народни хероји умрле након рата по години живота    |                                                        |                                                        |                                                        |                                                        |                                                        |                                                        |                                                        |                                                        |                                                        |                                                        |
| до 65                                                    | до 65                                                  | 66—75                                                  | 66—75                                                  | 76—85                                                  | 76—85                                                  | 86—95                                                  | 86—95                                                  | преко 96                                               | преко 96                                               | Укупно                                                 |
| 1                                                        | 1                                                      | 4                                                      | 4                                                      | 5                                                      | 5                                                      | 7                                                      | 7                                                      | 1                                                      | 1                                                      | 18                                                     |
| Начин смрти жена народних хероји погинулих у току рата   |                                                        |                                                        |                                                        |                                                        |                                                        |                                                        |                                                        |                                                        |                                                        |                                                        |
| погинуле у борби                                         | погинуле у борби                                       | убијене (стрељане, заклане…)                           | убијене (стрељане, заклане…)                           | умрле (од мучења у затвору, логору…)                   | умрле (од мучења у затвору, логору…)                   | умрле (од рањавања)                                    | умрле (од рањавања)                                    | убиле се                                               | убиле се                                               | Укупно                                                 |
| 25                                                       | 25                                                     | 32                                                     | 32                                                     | 5                                                      | 5                                                      | 6                                                      | 6                                                      | 5                                                      | 5                                                      | 73                                                     |

## Галерија
- Вера Благојевић
- Споменик Вери Мишчевић
- Соња Маринковић
- Споменик Милици Павловић Дари
- Анђа Ранковић
- Споменик Марији Видовић Абесинки
- Анка Буторац
- Споменик Вахиди Маглајлић
- Нада Димић
- Дара Драгишић
- Споменик Рави Јанковић
- Вукица Митровић
- Споменик Вери Јоцић
- Споменик Ђуки Динић
- Ката Пејновић
- Споменик сестрама Баковић
- Даринка Радовић